# Jeu à la demande
Le jeu à la demande, aussi appelé jeu sur demande ou jeu en nuage (en anglais : gaming on demand ou cloud gaming), consiste à délocaliser l'exécution de jeux vidéos des consoles de salon et ordinateurs personnels vers des serveurs à distance (par cloud computing). Ces centres de données envoient la vidéo aux joueurs en lecture en continu (communément appelée streaming), qui interagissent avec les jeux par Internet en temps réel. Cette technique permet, à la façon de la vidéo à la demande, de jouer à des jeux vidéo sur un client léger. Le jeu à la demande connaît une utilisation croissante dans les années 2010.

## Fonctionnement

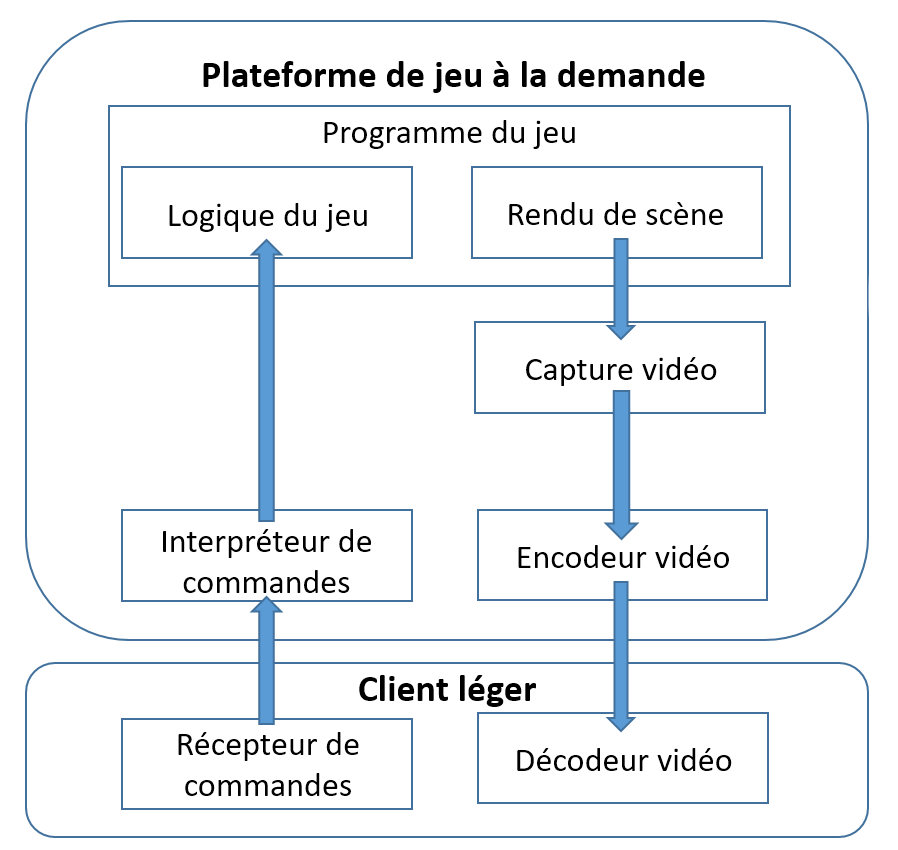
Schéma du fonctionnement des services du jeu à la demande.

Le jeu vidéo est hébergé, stocké et exécuté sur des serveurs dans le nuage informatique dans un ou plusieurs centres de données. Le joueur interagit avec le jeu par internet sur un client léger,. Le serveur dans le nuage est responsable de l’interprétation des commandes du joueur, de l’exécution du jeu, du rendu graphique (en:Rendering (computer graphics)) et de la transmission de la scène de jeu au client léger via internet. Le client léger quant à lui se charge de décoder et d'afficher les scènes du jeu et de capturer et d'envoyer les commandes du joueur .
Le dispositif utilisé par le joueur est un client léger, qui n'a besoin que de pouvoir afficher la scène du jeu et le son, fournis par la lecture en continu (streaming), ainsi que de transmettre les commandes de jeu du joueur (cliques de souris, touches de clavier, mouvements de manette),. Pour cela, seuls deux composants peu complexes sont requis, : un récepteur de commande, qui permet la connexion au contrôleur de jeu (manette, clavier, souris), et un décodeur vidéo.
Le joueur doit aussi bénéficier d'un écran et d'avoir le client léger connecté à internet. Pour pleinement bénéficier du jeu à la demande, le joueur doit disposer d'un débit internet suffisamment important et d'une faible latence, pour transférer la vidéo de manière fluide.
Du côté de la plateforme du jeu à la demande on retrouve , :
- L’interpréteur de commandes
- Le programme du jeu
- La capture vidéo
- L'encodeur vidéo

Le programme du jeu peut se décomposer en deux composants majeurs : la logique de jeux qui est responsable de convertir les commandes du joueur en interaction dans le jeu, et le rendu de scène du jeu qui génère les scènes en temps réel. Ces deux composants sont capturés en vidéo par le composant responsable de la capture vidéo (en anglais : video capturer) qui est ensuite compressée par l'encodeur vidéo pour être envoyée au client léger .

## Positionnement
Le jeu à la demande a le potentiel de changer radicalement l'industrie du jeu vidéo. Grâce à l’expansion du réseau haut débit et le progrès dans le cloud computing il a réussi à attirer l'attention des chercheurs et de l'industrie depuis les années 2000.

### Évolution de la façon de jouer
Il existe plusieurs façons de jouer au jeu vidéo, de la traditionnelle plateforme de jeux comme les consoles ou les ordinateurs pour jouer, au téléchargement progressif (en) où une petite partie du jeu est téléchargée pour que le joueur puisse jouer rapidement, le reste du jeu est téléchargé pendant que le joueur joue, le jeu est quand même exécuté localement . Et enfin le jeu à la demande.
La transition vers le jeu à la demande est la réponse au besoin des utilisateurs qui cherchent une plateforme indépendante .
Au-delà du Cloud Gaming, qui présente aux utilisateurs un catalogue de jeux qu’ils peuvent utiliser via un serveur centralisé, certains acteurs proposent désormais un PC à part entière alimenté par le cloud, possédant les mêmes fonctionnalités qu’un ordinateur personnel classique. Parmi ces derniers figurent notamment Liquidsky, entreprise américaine fondée par le programmeur Ian McLoughlin et la start-up française Blade, à l’origine d’une levée de fonds de 51 millions d’euros menée en juin 2017 pour son PC "as a service" Shadow auprès d'investisseurs tels Pierre Kosciusko-Morizet, Michaël Benabou ou encore Nopporn Suppipat.

### Comparaison
La popularité du jeu à la demande peut être attribuée à plusieurs avantages par rapport aux autres façons de jouer pour les joueurs, l'industrie du jeu vidéo ainsi que les fournisseurs de services .
Pour les joueurs le jeu à la demande leur évite de devoir télécharger et d'installer le jeu ainsi que de devoir constamment mettre à jour leurs machines de jeux ce qui est couteux pour les ordinateurs avec des cartes graphiques onéreuses ,.
L’exécution et le calcul des rendus étant faits à distance cela permet donc de jouer sur des machines peu puissantes et de réduire ainsi potentiellement le cout en énergie comparé à quand on lance le jeu en local . Les joueurs peuvent jouer n'importe où et n'importe quand sur n'importe quel machine via internet en ayant toujours accès à leurs jeux ,.
Pour l'industrie du jeux vidéo, le jeu à la demande leur évite de développer des versions spécifiques du même jeu pour chaque famille de machine de jeu, cela leur permet de réduire le temps et le coût de développement . Le jeu étant exécuté sur le serveur le code n'est pas accessible des utilisateurs ce qui le met hors de portée des pirates ,.
Pour les fournisseurs de services le jeu à la demande permet de créer un nouveau modèle d'entreprise, créer de la demande sur les ressources déjà disponibles du cloud et de démontrer le potentiel de leurs services .

## État du marché
Le jeu à la demande devient de plus en plus populaire, la valeur du marché en 2016 était de 649 millions de dollars US et en 2017 de 1 billion de dollars. Il est prévu : 2022 (3.235 billion dollars US), 2023 (4 billion dollars US), 2026 (6.944 billion dollars US).
Plusieurs grandes entreprises proposent ce service, parmi lesquelles Sony, Nvidia, LiquidSky, Google ou encore Microsoft.

### Les modèles économiques

#### Jeu vidéo à la demande avec abonnement
Le jeu vidéo à la demande avec abonnement (en anglais subscription gaming on demand) permet d'accéder avec un abonnement payant à un catalogue de jeu à la demande, ceci sans publicité, en illimité et sans engagement.
Services : SFR Jeux, Pass Jeux Vidéo (TV d'Orange), EA/Origin Access, Xbox Game Pass, Playstation Now, Square Enix, Vortex, Utomik, Blacknut, Amazon, Apple Arcade, Uplay+, Google Stadia - Pro.

#### Jeu gratuit avec options d'achat
Un free-to-play (abrégé en F2P, littéralement « gratuit à jouer ») est un type de jeu vidéo d'utilisation gratuite avec option d'achat, dans le cas d'un jeu en ligne à l'unité.
Service : Steam (Jeux F2P).

#### Jeu à la demande gratuit
Le jeu à la demande gratuit (advertising gaming on demand) permet de télécharger gratuitement au sein d'un store des jeux qui sont entièrement financés par la publicité.
Service: Google Play Games (Les Jeux Gratuits financé par la PUB).

#### Achat de jeu à la demande
L'achat de jeu à la demande permet d'acheter à l'unité des jeux à la demande vendues au sein d'un catalogue.
Service: Origin - Store, Steam. Google Play Games (Les Jeux payant en intégralité), Google Stadia - Basic, GeForce Now.
Annoncé prochainement (model indéterminé) : Verizon Gaming, Nintendo, Samsung Play Galaxy Link, Tencent Instant Play.

### Liste des services
| Nom                                | Disponibilité                        | En développement | OpenSource ? | Plateformes | Licence      | Type         |
| ---------------------------------- | ------------------------------------ | ---------------- | ------------ | --- | ------------ | ------------ |
| Leap Computing                     | Non                                  | Non              | Non          | Windows Vista ou ultérieur; MacOS, Android, iOS, Windows Phone                                                                                    | Propriétaire | PC Complet   |
| Liquidsky (en)                     | Non (Fermé le 17/12/2018)            | Active           | Non          | Windows 7, Windows 8.1, Windows 10, macOS, Android, Linux                                                                                         | Propriétaire | PC Complet   |
| SFR Gaming (anciennement SFR Jeux) | France Uniquement (Clients SFR IPTV) | Oui              | Non          | Décodeur SFR, Android (depuis Nov 2020, iOS (Safari depuis Dec 2020), Windows, macOS                                                              | Propriétaire | Catalogue    |
| Pass Jeux Vidéo (TV d'Orange)      | France Uniquement (Clients SFR IPTV) | Oui              | Non          | Décodeur Orange, Windows, macOS | Propriétaire | Catalogue    |
| PlayKey                            | Russie Uniquement                    | Oui              | Non          | Windows Vista ou ultérieur, macOS | Propriétaire | Catalogue    |
| PlayStation Now                    | Oui                                  | Oui              | Non          | PlayStation Vita, PlayStation 3, PlayStation 4, PlayStation TV, BRAVIA TVs, Samsung SUHD TV, Samsung Smart TV, Windows 7, Windows 8.1, Windows 10 | Propriétaire | Catalogue    |
| GeForce Now                        | Oui                                  | Oui              | Non          | Shield Portable, Shield Android TV, Shield Tablet, macOS, Windows                                                                                 | Propriétaire | Catalogue    |
| Gaikai                             | Non                                  | Non              | Non          | Windows XP, Windows Vista, Windows 7, Windows 8                                                                                                   | Propriétaire | Catalogue    |
| OnLive                             | Non                                  | Non              | Non          | Windows XP, Windows Vista, Windows 7, Windows 8, Windows 8.1, macOS, Android, OnLive MicroConsole                                                 | Propriétaire | Catalogue    |
| Playcast Media Systems (en)        | Non                                  | Non              | Non          | Amazon Fire TV, Samsung Smart TV | Propriétaire | Catalogue    |
| Blacknut                           | Oui                                  | Oui              | Non          | Windows, MacOS, Linux, Android Mobile & TV TV (Samsung, Philipps, Android TV, Amazon Fire Stick)                                                  | Propriétaire | Catalogue    |
| Blade Shadow                       | Oui                                  | Oui              | Non          | Blade Shadow (boîtier), Windows, MacOS, Android, iOS, Linux                                                                                       | Propriétaire | PC Complet   |
| Stadia                             | Non                                  | Non              | Non          | Ordinateurs, smartphones, tablettes, etc. via Google Chrome                                                                                       | Propriétaire | Cloud gaming |
| Xbox Cloud Gaming                  | Oui                                  | Oui              | Non          | Windows, Android, iOS, Samsung Smart TV, Xbox One, Xbox Series X/S, Steam Deck                                                                    | Propriétaire | Cloud gaming |

### Chez les opérateurs
SFR propose (en partenariat avec la branche Wiztivi Gaming de la société Wiztivi) depuis le 18 octobre 2010 un service de jeu à la demande dans l'ensemble de ses offres box (ADSL et Fibre) chez SFR et RED. Ce service offre la possibilité de louer et acheter les jeux à l'unité, ainsi que de souscrire à un pass illimité sans engagement avec le premier mois offert qui donne accès à un grand nombre de jeux.
Orange offre depuis fin 2012 un service similaire avec la TV d'Orange un abonnement mensuel sans engagement avec premier mois offert pour le même type de service (également en partenariat avec Wiztivi Gaming).
Chez ces deux opérateurs, leur service de jeu à la demande permet de jouer avec une manette de jeu compatible ou celle vendue séparément, la télécommande du décodeur ou une application manette sur smartphone. Il est également possible de jouer depuis un PC Windows, en se connectant avec un login / mot de passe.
Bouygues Telecom a présenté de son côté sa nouvelle Bbox Sensation qui proposera des jeux à la demande via un service intitulé Bbox Games. Ce service proposait un catalogue de jeux sous divers tarifs de 4,99 à 12,99 € par mois. Une manette était livrée pour bénéficier de ce service. Le 20 novembre 2015, Bouygues arrête la commercialisation de son service de cloud gaming.

## Enjeux

### Qualité de service
La qualité de service est primordiale pour les jeux à la demande car une bonne expérience de jeu passe d’abord par une bonne qualité de service, en termes de bande passante celle-ci varie en fonction des fournisseurs de services de jeu à la demande le minimum requis sera de 5 Mbps à 15 Mbps mais les recommandations varient entre 20 Mbps et 25 Mbps. En 2013, la plupart de la population ne peut pas bénéficier d'une bonne qualité de services car celle-ci est proportionnellement affectée par la latence or l’hébergement d'application y est très sensible.
Un service de jeux à la demande comme Stadia demande une vitesse de téléchargement de minimum 1.5 Mbits/s, mais recommande une vitesse de 10Mb/s pour avoir une résolution de 720p à 60 images par seconde.
D'autres services comme Geforce Now, nécessitent une bande passante montant jusqu’à 50 Mbits/s et un temps de réponse inférieur à 60 ms. Les qualités de service ne dépendent pas seulement du matériel ou du réseau. Cette dernière peut être aussi mesurée par la consommation d’énergie qui représente un problème majeur . En 2016, les principaux articles se penchent sur deux types de données la consommation d’énergie et le réseau.

### Qualité d'expérience
La qualité d’expérience est l’expérience perçue par les joueurs . Pour répondre au besoin d'une bonne qualité d’expérience sur la consommation de bande passante et de latence, le service de jeux à la demande nécessite d’être efficace  et de s’adapter dynamiquement aux différentes conditions du système et du réseau. Dans les solutions commerciales, les services de jeux à la demande s’exécutent côté serveur et changent l’encodage vidéo en jouant sur la fréquence d’image, le débit vidéo. La résolution d’un flux vidéo change en fonction du débit et du nombre de personnes actives connectées simultanément . Selon les différentes catégories de jeux, les services de jeux à la demande adoptent différentes stratégies d’adaptation .
La qualité d'expérience permet de mieux comprendre les problèmes liés au service de jeux à la demande. Par ailleurs maximiser le confort de l’utilisateur peut permettre de mieux concevoir des solutions . Les problèmes de latence sont fortement liés au retard du réseau .
Pour réduire la latence et le débit plusieurs travaux se sont portés sur la capacité à prédire les images de rendu ou en optimisant le streaming vidéo en accélérant l’encodage .
Il y a eu beaucoup de recherches sur l’impact de la latence ou la perte de paquets par rapport à la qualité perçue par le joueur, mais moins sur l’impact des différentes configurations d’encodage vidéo . Les joueurs commencent à percevoir du retard sur les différentes interactions à partir de 100 ms, cependant 20 ms peut être expliqué par le traitement des différentes actions. Il reste 80 ms qui est le seuil de latence avant d'affecter l’expérience du joueur . Le streaming vidéo peut accumuler un retard de 500 ms pour pallier le problème réseau et autres problèmes techniques cependant pour un service de jeux à la demande ce retard doit être beaucoup plus faible. Stadia qui est un service de jeux à la demande ne dispose que de 16 ms pour pallier les différents problèmes afin d’offrir une expérience fluide pour un jeu interactif en temps réel .
En 2019 les jeux deviennent de plus en plus complexes en matière de graphisme, de mouvement et détaillent ce qui nécessitent une bande passante plus élevée afin d’offrir une bonne expérience de jeu aux utilisateurs . L'une des problématiques des fournisseurs de services de jeux à la demande est d’augmenter la qualité d’expérience du joueur tout en réduisant les coûts d'exploitation de l’infrastructure.
Les jeux peuvent être catégorisés en deux éléments le point de vue et le thème. On parle de point de vue dans la façon que le joueur observe les différentes scènes du jeu il existe plusieurs points de vue comme la première, deuxième, troisième personne ou en omniprésent . Les thèmes désignent une façon d'interagir avec un jeu il existe plusieurs styles de jeux comme le jeu de tir à la première personne, le jeu vidéo de rôle, le jeu de stratégie en temps réel. Chaque style de jeux n'aura pas le même besoin en ressources ou les mêmes attentes au niveau du réseau ce qui rend les jeux plus ou moins adaptés pour du jeu à la demande. Le point de vue et le thème d'un jeu représentent des paramètres importants pour une bonne qualité d'expérience,.

## Techniques
La communauté de recherches, cherche à optimiser chaque composant du jeu à la demande afin de satisfaire les enjeux. On retrouve par exemple les serveurs du jeu (infrastructure) à la demande, les canaux de communications (réseau), une meilleure allocation des ressources (processeur) ainsi que l'encodage et la transmission adaptative .

### Infrastructure
Une étude de 2013 affirme que l’infrastructure de l'informatique dans les nuages (en Anglais cloud computing) est incapable de satisfaire les besoins de latence acceptables pour le jeu à la demande pour beaucoup d'utilisateurs, ce qui limite le nombre potentiel d'utilisateur pour ce service .
La localisation des centres de données doit être au plus proche afin de limiter la latence ,mais pour beaucoup a été choisie afin d'en réduire les coûts électriques et de refroidissement,.
Construire plus de centres de données pour le jeu à la demande est coûteux. La solution pour satisfaire les besoins pour plus d'utilisateurs serait d'augmenter l’infrastructure avec des serveurs proches des utilisateurs finaux comme ceux qu'on trouve pour la distribution réseau. Il est démontré qu'en faisant ainsi, la couverture d'un plus grand nombre d'utilisateurs augmente de manière significatif environ 28 % avec seulement un petit nombre de serveurs . Google utilise pour Stadia 7 500 nœuds de périphérie (en anglais edge nodes) utilisé dans l'edge computing pour Stadia afin d'être au plus proche de l'utilisateur final.
Pour exemple, Google utilise l'infrastructure et la technologie déjà en place de YouTube en les développant pour le jeu à la demande. Il investit aussi dans des infrastructures internet privées pour délivrer ses services. Il possède aussi environ 8,5% des câbles sous-marin du monde, 16 centres de données en Amérique, Europe et en Asie.

### Réseau
Le jeu à la demande utilise au mieux internet afin de supporter en temps réel les jeux . La latence réseau est un point important dans la qualité de service et d’expérience, il s'agit du délai d’envoie des commandes du joueur au retour de la vidéo entre le joueur et le nuage (cloud). Une partie importante de la latence réseau ne peut pas être évitée car elle est bornée par la vitesse de la fibre  . Il existe des systèmes qui s'adaptent à la capacité du réseau en jouant sur des paramètres comme les détails du jeu.
Au niveau des protocoles internet beaucoup peuvent être utilisés comme des protocoles basiques, par exemple le protocole de contrôle de transmissions (TCP), ils servent à transmettre les données entre les machines connectées à internet. Pour Stadia un des protocoles utilisé est WebRTC qui est un projet open-source supporté par Google, Mozzila et Opéra, il permet au développeur de faire de la communication vidéo et audio dans le navigateur internet. Stadia utilise aussi QUIC (Quick UDP Internet Connections) qui est un protocole qui permet de réduire le temps de connexion ainsi que la latence.
Une autre piste d’amélioration serait le contrôle de congestion. Par exemple un algorithme appelé BBR (Bottleneck Bandwidth and Round-trip propagation time) utilisé par Google permet de mesurer le trafic internet et ainsi de pouvoir réguler la quantité de données transmise sur le réseau à n'importe quel moment.

### Jeux à la demande en multijoueur
Le jeu à la demande en multijoueur aussi appelé en anglais "multiplayer cloud gaming" (MCG) est une nouvelle forme de jeu en multijoueur en ligne s’appuyant sur le jeu à la demande.
Cette implémentation est une fusion naturelle du jeu en ligne multijoueur et du jeu à la demande. Actuellement beaucoup de systèmes de ce genre se mettent en place,. Sur le principe le serveur de jeu est le même que traditionnellement dans les jeux en ligne multijoueur, il est responsable de la consistance de l'état du jeu entre les joueurs. Le serveur de matchmaking assigne les joueurs à un centre de données qui va agir comme pour le jeu à la demande et remplir les mêmes fonctionnalités. La VM ou le serveur de rendu des graphiques va agir comme le client pour le serveur de jeu. Pour résumer le joueur va interagir comme pour le jeu à demande avec le serveur dans les nuages et ce serveur va interagir naturellement comme une machine pour les jeux en ligne avec le serveur de jeu en ligne.
Le jeu à la demande en multijoueur requiert une forte qualité d’expérience en termes de réactivité de d'équité,. La réactivité est évaluée par la latence et l'équité par la différence de latence entre les joueurs.

### Processeur graphique / Processeur
Le processeur graphique a un rôle primordial pour le rendu vidéo, principalement sur  l’accélération du traitement graphique pour les jeux. Ils sont plus adaptés à un travail graphique notamment avec leurs centaines de cœurs, contrairement aux processeurs qui n'ont qu'une poignée de cœurs. Le processeur graphique est plus intéressant que le processeur pour les services de jeux à la demande en question de performance  mais l'un des inconvénients du processeur graphique est principalement sa présence sur les serveurs distants, peu de serveurs sont équipés de processeur graphique.
Pour garantir une expérience de haute qualité chez le client, une architecture de fusion processeur graphique / processeur coûteux doit être utilisée, dont la nature énergivore ajoute encore au coût de fonctionnement.
Les charges de travail des jeux sont très dynamiques, ce qui entraîne un déséquilibre de charge entre les machines physiques,. Il y a également des retards d'interaction causés par le traitement côté serveur ce qui influence la façon dont les processus partitionnent les ressources, ce qui rend compliqué de trouver une politique de partitionnement optimale qui minimise le délai de réponse .
La virtualisation peut présenter plusieurs avantages. L’un d’entre eux est de déployer des services de jeux à la demande dans des machines virtuelles pour obtenir une isolation des performances et un déploiement rapide des services . La technologie de virtualisation a beaucoup évolué. En 2014 lors d’une étude approfondie pour quantifier l'écart de performances entre le matériel natif (sans virtualisation) et le processeur graphique (avec virtualisation) on constate que le matériel natif surpasse de manière significative les processeurs graphiques virtualisés. Le partage d'un processeur graphique entre plusieurs machines virtuelles de jeu dans les ordinateurs interconnectés entraînera une faible fréquence d'images.
Un moyen de gagner en performance avec la virtualisation consiste à utiliser l'intercommunication médiatisée qui est implémentée dans les derniers processeurs graphiques. Cela permet un partage du processeur graphique efficace entre plusieurs machines virtuelles et ainsi les processeurs graphiques partagés offrent plusieurs avantages, ils peuvent surpasser les processeurs graphiques dédiés et sont plutôt proportionnels au nombre de machines virtuelles. Par conséquent, les processeurs graphiques modernes peuvent être partagés par des machines virtuelles exécutant des jeux informatiques gourmands.

### Streaming / Encodage
Pour le Streaming il existe deux approches de base pour implémenter un service de jeu à la demande :
1. Le streaming vidéo
2. Le streaming graphique.

Il existe des systèmes de rendu interactif évolutif fonctionnant sur des clusters comme WireGL. Les clients peuvent simultanément soumettre des commandes graphiques aux serveurs graphiques, qui rendent conjointement une seule image de sortie. La norme H.264 est adoptée pour l'encodage et le décodage vidéo, et la bibliothèque Simple DirectMedia Layer (SDL) est utilisée pour gérer les entrées comme LiveRender qui est une technique appelée streaming graphique compressé. LiveRender utilise une méthode de codage vidéo en temps réel assistée par déformation d'images 3D qui peut utiliser des contextes de rendu graphique pour améliorer les performances de l'encodage vidéo dans les services de jeux à la demande. Par rapport à l'approche de streaming graphique brut, LiveRender réduit considérablement la transmission réseau en compressant les données graphiques et en mettant en cache les données sur le serveur et le client. Le LiveRender permet de réduire la consommation de bande passante, de délai de réponse, ainsi que de simultanéité du serveur par rapport à du streaming graphique brut.

## Histoire
Dans le domaine de la recherche le premier papier qui introduit le jeu à la demande est écrit en 2009 soit neuf ans après la démonstration du G-cluster à l'E3.
Pendant ce temps le concept est relativement connu dans l'industrie alors que les organisations hésitent toujours à adopter le jeu à la demande par manque d'un modèle d'entreprise claire et de référence de réussite .
En 2005 le studio Crytek lance un projet de recherche sur un système de cloud gaming pour Crysis mais abandonne rapidement en 2007 pour des questions de faisabilité.
Le 17 juin 2010, OnLive lance officiellement son service de cloud gaming aux États-Unis sur PC et Mac ainsi qu'avec une micro-console. En 2015, Sony rachète OnLive et ses brevets et ferme le service afin de créer le Playstation Now en 2014.
Après le lancement de Onlive, le modèle d'entreprise pour le jeu à la demande devient un sujet principal dans la communauté de la recherche .
Le 18 octobre 2010, SFR lance SFR Jeux grâce à la technologie G-Cluster sur ses décodeurs TV. Le service devient donc ainsi le tout premier service de cloud gaming à grande échelle et encore actif à ce jour.
En février 2011, Gaikai est lancé avec quelques jeux. Sony rachète également la solution pour 380 millions de dollars afin de créer le Playstation Now en 2014.
Fin 2012, Orange lance son service Pass Jeux Famille sur la TV d'Orange grâce à la technologie G-Cluster.
En octobre 2015, Nvidia lance GeForce Now.
En 2017, The Blade SAS Group lance Shadow, un service de cloud computing, en France.
Le 19 novembre 2019, Google lance Stadia son service de cloud gaming dans 14 pays dont la France. Mais ce dernier rencontre peu de succès obligeant Google à fermer son studio Stadia Games & Entertainment et ses filiales en février 2021, forçant ainsi Google à revoir sa stratégie pour attirer les joueurs.
Le 15 septembre 2020, Microsoft lance xCloud, le service est compris dans l’abonnement du Xbox Game Pass Ultimate. xCloud permet de jouer aux jeux disponibles sur le Xbox Game Pass. Plus tard en janvier 2021 Phil Spencer annonce qu’il y aura prochainement la possibilité d’acheter des jeux sur xCloud.
Le 24 septembre 2020, Amazon lance lui aussi son propre service de cloud gaming nommé Luna en bêta fermée.
Le 29 septembre 2022, en raison de l'échec du modèle de vente de jeux à l'unité, Google annonce la fermeture de Stadia.